# Dűne: Prófécia
A Dűne: Prófécia (eredeti: Dune: Prophecy) egy  amerikai sci-fi sorozat, amely a Frank Herbert által alkotott Dűne-univerzumban játszódik, és az HBO mutatta be. A Bene Gesserit rend történetére öszpontosító sorozat  körülbelül 10 000 évvel Herbert Dune (1965) című regényének eseményei előtt játszódik majd, és Denis Villeneuve Dűne (2021) című filmjének előzményeként szolgál. A sorozat gyártója a Legendary Television, producere, showrunnere és írója pedig Alison Schapker.
Amikor a Legendary Pictures 2016-ban megvásárolta a Dűne franchise televíziós és filmes jogait, megkezdték egy kétrészes filmadaptáció fejlesztését, amelynek rendezője Denis Villeneuve. A Legendary Television 2019-ben rendelte meg a sorozatot, amely Villeneuve filmjeinek egy spin-off projektje. A casting 2022 novemberétől 2023 júniusáig zajlott, míg a forgatás 2022 novemberében kezdődött Budapesten és Jordániában, és 2023 decemberében fejeződött be.
A premier Amerikában 2024. november 17-én volt a HBO Max streamingszolgáltatón, és az HBO-n, Magyarországon 2024. november 18-án.

## Szinopszis
A 10 000 évvel a Dűne eseményei előtt játszódó sorozat Valya és Tula Harkonnen nővéreket követi végig, akik az emberiség jövőjét fenyegető erőkkel harcolnak, és megalapítják a Bene Gesserit néven ismert női rendet.

## Szereplők

### Főszereplők
- Emily Watson mint Valya Harkonnen.[2] Magyar hang: ?
- Olivia Williams mint Tula Harkonnen.[3] Magyar hang: Bertalan Ágnes.
- Jodhi May mint Natalya császárnő,[3] „egy félelmetes uralkodó, aki világok ezreit egyesítette Corrino császárral kötött házasságában”.[4]
- Sarah-Sofie Boussnina Ynez hercegnőként, "független fiatal hercegnő, aki megbirkózik az Arany Oroszlán trón örököseként vállalt felelősségével".[5]
- Shalom Brune-Franklin Mikaela szerepében, "egy erős akaratú fremen nő, aki a királyi családot szolgálja, miközben egy soha nem ismert szülőbolygó után vágyik".[5]
- Faoileann Cunningham, mint Jen nővér, "a nővéri iskolában egy heves, kiszámíthatatlan tanítvány, aki ritkán fedi fel mélyebb érzelmeit."[5]
- Aoife Hinds, mint Emeline nővér, „a mártírok hosszú sorából származó buzgó tanítvány, aki buzgó vallást visz a nővéri képzésbe”.[5]
- Chloe Lea Lila szerepében, "a Nővéri Rend iskolájának legfiatalabb tanítványa, aki korához képest mély empátiával bír."[5]
- Travis Fimmel mint Desmond Hart, "rejtélyes múltú karizmatikus katona, aki a nővérek rovására igyekszik elnyerni a császár bizalmát".[1]
- Mark Strong mint Javicco Corrino császár, "egy ember a háborús császárok hosszú sorából, aki arra hivatott, hogy kormányozza a birodalmat és fenntartsa a törékeny békét".[6] Magyar hang: Epres Attila.
- Jade Anouka mint Theodosia nővér, "a nővérek tehetséges és ambiciózus tanítványa, aki veszélyes titkot rejteget múltjával kapcsolatban".[6]
- Chris Mason mint Keiran Atreides, "egy Nagy Ház kardmestere, akinek a családi nevéhez fűződő ambíciója megszakad, amikor váratlan kapcsolatot alakít ki a királyi család egyik tagjával."[6]

### Visszatérő szereplők
- Josh Heuston mint Constantine Corrino, Javicco törvénytelen fia, aki "az apja jóváhagyása és a saját boldogsága között szakad".[7]
- Edward Davis mint Harrow Harkonnen, "egy egykor nagy családból származó feltörekvő politikus, aki erős vágyat rejt magában, hogy házát korábbi dicsőségébe emelje".[7]
- Tabu mint Francesca nővér[8]

## Munkálatok

### Forgatás
A sorozat forgatását eredetileg 2020. november 2-án kezdték volna meg Budapesten és Jordániában. A gyártás 2022. november 22-én kezdődött Dune: The Sisterhood munkacímmel, Renck ezt Instagram- oldalán erősítette meg. 2023 júliusában a Deadline Hollywood arról számolt be, hogy a WGA- és SAG-sztrájkok alatt újraindul a gyártás Budapesten. A forgatás 2023 decemberére ért véget.

### Zene
Eredetileg Jónsit bízták meg a sorozat zenéjének megkomponálásával, 2023 októberére azonban lecseréltél. Végül Volker Bertelmann komponálja a sorozat filmzenéjét.

## Premier
A premier Amerikában 2024. november 17-én volt a HBO Max streamingszolgáltatón, és az HBO-n, Magyarországon pedig 2024. november 18-án.